# Abdülkadir Aksu
 (février 2025).
Si vous disposez d'ouvrages ou d'articles de référence ou si vous connaissez des sites web de qualité traitant du thème abordé ici, merci de compléter l'article en donnant les références utiles à sa vérifiabilité et en les liant à la section « Notes et références ».
Abdülkadir Aksu, né le 12 octobre 1944 à Diyarbakır, est un homme politique turc.
Diplômé de la faculté des sciences politiques de l'Université d'Ankara. Sa carrière commence au ministère de l'Intérieur. Il devient sous-préfet, plus tard directeur de police de Malatya (1976-1977 et 1978), préfet de Kahramanmaraş (1977-1978), adjoint-directeur général de la police nationale (1979-1980), préfet de Rize (1980) et de Gaziantep (1984-1987), il est élu député de Diyarbakır (1987-1991 et 1995-1999) et député d'Istanbul (1999-2015). Vice-président du groupe ANAP dans la Grande Assemblée nationale de Turquie (1987-1989 et 1996), il est ministre de l'Intérieur (1989-1991 et 2002-2007), ministre d'État pour le Projet d'Anatolie du Sud-Est (1996). Il quitte l'ANAP en 1996 et rejoint le parti de la prospérité (RP) mais le RP est interdit par la cour constitutionnelle, en 1998, à cause de ses actions anti-laïques et Abdülkadir Aksu rejoint le Parti de la vertu (FP) qui est le successeur de RP et ce parti est aussi interdit par la cour constitutionnelle, en 2001 il cofonde le parti de la justice et du développement (AKP), il est vice-président d'AKP chargé des collectivités locales (2001-2002) et des affaires politiques et juridiques (2008-2012). Il est membre du conseil d'administration de VakıfBank depuis 2019 et président de cette banque (2019-2021).